# María Eloy-García
María Eloy-García (Màlaga, 1972) és una poeta andalusa.
Es llicencià en Geografia i Història. Entre les seves publicacions hi ha les dues edicions de Cuánto dura cuánto (2007), les de Metafísica del trapo (2001) i Diseños experimentales (1997). Amb els seus poemes ha col·laborat en diverses antologies de poesia espanyola. Ha participat en revistes com Litoral, El maquinista de la generación, Laberinto, Nayagua, Zurgai, i l'edició digital de Fósforo. Així mateix, coordina la col·lecció de poesia Puerta del mar del Centre d'Edicions de la Diputació de Màlaga, CEDMA.